# 石坂公成
石坂公成（日语：／ Ishizaka Kimishige ?，1925年9月28日—2018年7月6日），日本科學家、醫學家、免疫學家，美國國家科學院外籍院士，現任拉霍亞過敏與免疫學研究所名譽所長，也是經團連原會長石坂泰三的外甥。
石坂公成與他的妻子石坂照子是免疫球蛋白E的發現者。在日本，為紀念石坂的重要發現，每年2月20日及其當週被定為「過敏紀念日」與「過敏紀念週」。
石坂夫婦是最初的日本人盖尔德纳国际奖得主，長年被視為諾貝爾獎的熱門人選。

## 生平
出生於東京府（今 東京都），父親是大日本帝國陸軍少將石坂弘毅。他從東京大學醫學部畢業並取得醫學博士學位。
石坂家系出埼玉縣大里郡奈良村（現熊谷市）的地主之家。
石坂公成歷任國立預防衛生研究所免疫血清室長、小兒喘息研究所（丹佛）免疫部長、约翰·霍普金斯大學醫學院教授（兼任京都大學醫學部教授）、加州大學聖地牙哥分校教授、拉霍亞過敏與免疫學研究所所長等職。
石坂公成與他的學生岸本忠三（第14任大阪大學校長）曾在约翰·霍普金斯大學共事，他也與妻子石坂照子（英文名：Terry）一起從事科學研究。
退休後的石坂夫婦在山形縣養老。

## 貢獻
1966年2月20日，石坂公成與石坂照子發現免疫球蛋白E，使得世界過敏研究取得重大突破。
基於其對免疫學的畢生貢獻，石坂先後獲得1973年的盖尔德纳国际奖與2000年的日本國際獎，並名列《美国科学名人录》。

## 榮譽
- 1972年 Passano Award
- 1973年 武田醫學獎（日语：武田医学賞）[5]
- 1973年 朝日獎[6]
- 1973年 盖尔德纳国际奖
- 1974年 恩賜獎・日本学士院獎[7]、文化勳章、文化功勞者
- 1983年 當選美國國家科學院外籍院士
- 1997年 日本學士院會員
- 1995年開始，日本過敏協會定每年2月20日及其當週為「過敏紀念日（日语：アレルギーの日）」與「過敏紀念週（日语：アレルギー週間）」，以紀念石坂公成發現免疫球蛋白E
- 1999年 勲一等瑞寶章[8]
- 2000年 日本國際獎[9]

## 外部連結
- scientist：石坂公成 （页面存档备份，存于）
- 国際科学技術財団(Japan Prize) （页面存档备份，存于）
- La Jolla Institute for Allergy & Immunology （页面存档备份，存于）